# 岩戸 (印西市)
岩戸（いわと）は、千葉県印西市の大字。郵便番号270-1616。

## 地理
北は造谷、北東は大廻、東は鎌苅、師戸、南東は師戸干拓、南は岩戸干拓、南西は吉田干拓、西は吉田、北西は草深に隣接している。

## 歴史
江戸期は岩戸村であり、下総国印旛郡のうち。はじめ旗本米津氏領、のち幕府・久喜藩（藩主米津氏）の相給。元禄14年から幕府・佐倉藩の相給。村高は「元禄郷帳」1,074石余、「天保郷帳」「旧高旧領」ともに574石余。なお、幕府領分207石余は延享4年に割り渡された惣深新田分である。延享3年の明細帳によれば、反別田75町余・畑30町余・新田畑13町余、惣深新田分は畑41町余、御林14か所18町余、溜池5か所、郷蔵1、家数143、馬85、馬渡船1（佐藤家文書）。水戸街道我孫子宿の助郷村。印旛沼の対岸の先崎村との間に渡し船があった。神社は宗像神社、寺院は曹洞宗高岩寺・広済寺、臨済宗西福寺、真言宗泉福寺。明治6年千葉県に所属。同年泉福寺を仮校舎に岩戸小学校が開校。同18年南湖小学校と改称、同20年岩戸尋常小学校となる。明治22年宗像村の大字となる。

### 年表
- 1873年（明治6年） - 千葉県に所属。
- 1889年（明治22年）4月1日 - 宗像村大字岩戸になる。
  - 町村制施行し岩戸村、師戸村、鎌刈村、大廻村、造谷村、吉田村が合併し印旛郡宗像村が発足。
- 1955年（昭和30年）3月10日 - 印旛村岩戸となる。
  - 六合村・宗像村が合併し、印旛村が発足。
- 2010年（平成22年）3月23日 - 印西市岩戸となる。
  - 印旛村・本埜村が印西市に編入。

## 世帯数と人口
2017年（平成29年）10月31日現在の世帯数と人口は以下の通りである。
| 大字 | 世帯数  | 人口  |
| ---- | ------- | ----- |
| 岩戸 | 372世帯 | 874人 |

## 小・中学校の学区
市立小・中学校に通う場合、学区は以下の通りとなる。
| 番地 | 小学校                 | 中学校             |
| ---- | ---------------------- | ------------------ |
| 全域 | 印西市立いには野小学校 | 印西市立印旛中学校 |

## 施設
- 時任学園中等教育学校
- 印西市役所岩戸出張所
- 印西警察署岩戸駐在所
- 印西市立印旛歴史民俗資料館
- 宗像郵便局
- 西佐倉病院
- 西方公民館
- 市場公会堂
- 伊村集会所
- 中里南部公会堂
- 道上公会堂
- 岩戸地区構造改善センター
- 西福寺
- 泉福寺
- 高岩寺
- 広済寺
- 虚空蔵尊
- 宗像神社
- 猿田彦神社
- 印旛西部公園

## 交通

### 道路
- 主要地方道
  - 千葉県道64号千葉臼井印西線
- 都道府県道
  - 千葉県道263号八千代宗像線